# John Harvard
John Harvard (26. listopadu 1607, Londýn-Southwark – 14. září 1638, Charlestown, nyní součást Bostonu) byl anglický duchovní, který působil v americkém státě Massachusetts. Jeho dar Nové koleji (New College) v Cambridgi – 780 liber a knihovna, jež obsahovala asi 320 svazků knih – způsobil, že po něm byla tato škola 13. března 1639 pojmenována. V té době se jednalo jen o Harvardovu kolej (Harvard college), název Harvardova univerzita (Harvard University) dostala výnosem státu Massachusetts až v roce 1780.
John Harvard zemřel na tuberkulózu ve věku 30 let.